# Norizane Uesugi
Norizane Uesugi (jap. 上杉 憲実 Uesugi Norizane; ur. 1410, zm. 22 marca 1466) – japoński arystokrata, samuraj z klanu Uesugi.

## Życiorys
Karierę polityczną zaczynał jako gubernator wojskowy (shugo) w prowincjach Awa i Kōzuke. W 1419 roku mianowany został namiestnikiem (kanrei) sioguna w regionie Kantō, jako przyboczny Mochiujiego Ashikagi, kuzyna sioguna Yoshinoriego Ashikagi. 
W czasie rebelii Mochiujiego przebywał w prowincji Kōzuke, chroniąc się przed atakiem swego zwierzchnika. W walce wspomógł sioguna i w 1439 roku, po stłumieniu rebelii, powrócił do Kanto. Stał się jedynym faktycznym namiestnikiem sioguna w tej prowincji.
Niebawem jednak Norizane przekazał swoje funkcje bratu, Kiyotace, i został mnichem buddyjskim (biku).
Niemalże do końca życia wspierał rozwój akademii Ashikaga Gakkō w mieście Ashikaga.